# Los Hornos, Ixtapaluca
Los Hornos är en ort i Mexiko, tillhörande Ixtapaluca kommun i delstaten Mexiko. Los Hornos ligger i den centrala delen av landet och tillhör Mexico Citys storstadsområde. Orten hade 547 invånare vid folkmätningen 2010.